# Église orthodoxe en Amérique

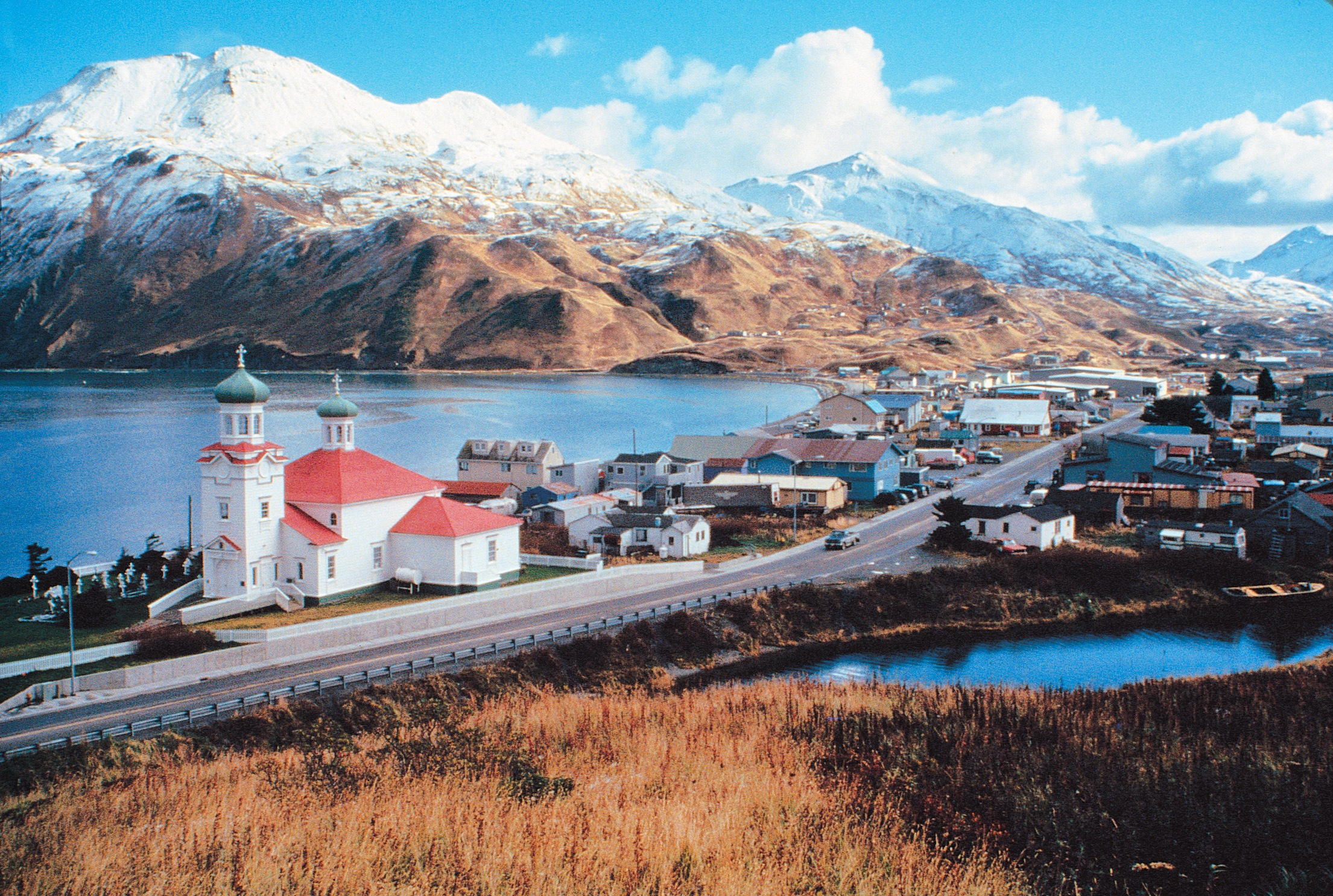
L'église de la Sainte-Ascension et ville d'Unalaska (Alaska).

L'Église orthodoxe en Amérique (en anglais : Orthodox Church in America) est une juridiction de l'Église orthodoxe à laquelle le statut d'autocéphalie a été accordé en 1970 par le Patriarcat de Moscou et de toute la Russie. Cette autocéphalie n'est pas reconnue par l'ensemble de la Communion orthodoxe. Le primat de cette Église est actuellement Tikhon. Il porte le titre d'Archevêque de Washington et de New York, Métropolite de toute l'Amérique et du Canada, avec résidence à New York.
Les différentes Églises existantes se réunirent en 1924 sous le nom d'Église grecque-catholique orthodoxe russe en Amérique (en anglais : Russian Orthodox Greek Catholic Church in America) ou, d'une manière plus informelle, « la Metropolia » (en anglais : the Metropolia [du russe метрополия / metropolija, « métropole »]).
L'Église fut membre de la défunte Conférence permanente des Évêques orthodoxes canoniques des Amériques jusqu'à la dissolution de celle-ci en 2010. Tous ses évêques sont membres de l'Assemblée des évêques orthodoxes canoniques d'Amérique du Nord et d'Amérique centrale (en).

## Histoire

### Chronologie
- Avant 1840 : Évêché d'Irkoutsk (Église de Russie)
- 1840-1870 : Évêché du Kamtchatka
- 1870-1900 : Évêché des Aléoutiennes et de l'Alaska, siège à Sitka (Alaska)
- 1900-1922 : Évêché des Aléoutiennes et de l'Amérique du Nord, siège à Sitka (Alaska) puis New York
- 1924-1970 : Église grecque-catholique orthodoxe russe en Amérique (auto-administration)
- Depuis 1970 : Église orthodoxe en Amérique. L'autocéphalie est négociée avec le représentant du Patriarcat de Moscou Nicodème (Rotov).

### Origine
L'Église orthodoxe en Amérique fait remonter son origine à l'implantation de moines orthodoxes russes en Alaska.

## Organisation
L'Église orthodoxe en Amérique comprend plusieurs évêchés :
- Archidiocèse de Washington
- Diocèse de New York et du New Jersey
- Diocèse de la Pennsylvanie occidentale (Pittsburgh)
- Diocèse de la Pennsylvanie orientale (Philadelphie)
- Diocèse du Sud (Dallas)
- Diocèse de la Nouvelle-Angleterre (Boston)
- Diocèse du Midwest (Chicago)
- Diocèse de l'Ouest (Los Angeles)
- Diocèse d'Alaska
- Archidiocèse du Canada
- Diocèse du Mexique

En plus des évêchés organisés sur une base territoriale, l'Église compte trois juridictions ethniques :
- Épiscopat roumain
- Archidiocèse albanais
- Diocèse bulgare

Quelques paroisses orthodoxes en Australie dépendent également de l'ÉOA.

## Relations avec les autres Églises
L'autocéphalie de l'Église orthodoxe en Amérique, accordée par le Patriarcat de Moscou en 1970, n'est pas reconnue par l'ensemble des Églises orthodoxes, tant s'en faut. Elle n'est reconnue que par les Églises qui se trouvaient alors sous influence russo-soviétique : Églises bulgare, géorgienne, polonaise, tchèque et slovaque.

## Abus sexuels
En juillet 2014, Seraphim Storheim archevêque de l'archidiocèse du Canada depuis 1990  est condamné à huit mois d'emprisonnement pour agression sexuelle d'un enfant.